# Patti Russo
Patti Russo, geboren als Patricia Russo op 20 mei 1964 in New Jersey, is een Amerikaanse zangeres. Ze is de vrouwelijke stem in verschillende duetten met zanger Meat Loaf en schrijft ook eigen nummers.

## Carrière

### Meat Loaf
Russo reageerde in het begin van de jaren 90 op een advertentie in een lokale krant waarin Meat Loaf een zangeres zocht voor zijn liveband The Neverland Express. Ze toerde van 1993 tot 2006 met zijn band. Ook is zij te zien op de dvd Live in Melbourne, samen met het Melbourne Symphony Orchestra. Ze nam ónder meer het duet What About Love op, op de cd Bat Out Of Hell 3, The Monster is Loose. Russo deed in 2001 als achtergrondzangeres en duetpartner van Meat Loaf mee aan de Night of the Proms. Ze verliet de band in 2006, maar keerde terug in 2010 en zong wederom een duet op het album Hang Cool Teddy Bear. Ook was ze van de partij bij de gelijknamige toer.

### Verdere optredens
Russo speelde onder andere de rol van Theresa op de cd Beethoven’s Last Night van het Trans Siberian Orchestra. Ook was ze te horen op de soundtrack van de film The Grinch met o.a. Jim Carrey. In 2000 speelde ze Esmeralda in de Londense versie van de musical Notre Dame de Paris.
Ze heeft ook opgetreden met de rockband Queen als gastartieste tijdens Koninginnedag 2002 in Amsterdam en bij de toevoeging van de band aan de Walk of Fame in Hollywood. Tevens was ze te zien als “Killer Queen” in de Las Vegas-versie van de musical “We Will Rock You”, gebaseerd op de muziek van Queen.
Haar nummer Take good care of my heart is bekend als het themanummer in de film “South Beach Dreams”. Het nummer was een coproductie met de bekende componist en producer Fred Weinberg. In de zomer van 2007 was Russo te gast in Italië op jazzfestivals in Poretta en Perugia, samen met The John Tiven Band.
In de zomer van 2015 bracht Patti Russo een nieuwe single uit met de titel When It Comes to Love, met de Belgische producenten en dj's Regi en Lester Williams. Het nummer werd geschreven door Patti Russo en Tonino Speciale en opgenomen in de zomer van 2014 en werd aanvankelijk overwogen voor de 2015 James Bondfilm Spectre. Geremixt door Regi en Lester Williams met originele zang Patti, werd When It Comes to Love uitgebracht op 31 augustus.